# 성 리수일뎐
"성 리수일뎐"은 1987년에 개봉한 대한민국의 영화이다.

## 캐스팅
- 안성기 : 리수일 역
- 김청 : 심순애 역
- 이대근
- 최현미
- 조정현
- 김주영
- 주호성
- 남포동
- 장정국
- 유해무
- 김기종
- 김기범
- 오희찬
- 한태일
- 이석구
- 김대규
- 장춘언
- 문미봉
- 조영희
- 정봉선
- 배필란
- 서경선
- 문미란
- 김보경
- 임상만
- 서부석
- 유충현
- 김연지
- 전계석
- 정범길
- 임성현
- 한원석
- 이정아
- 김정민
- 유가인
- 김효성
- 김은희
- 이송란
- 박정용